# Omnium in mentem
Omnium in mentem (česky Všem na vědomí) jsou slova, jimiž začíná motu proprio papeže Benedikta XVI. z 26. října 2009, zveřejněné 15. prosince téhož roku. Papež jím modifikoval pět kánonů Kodexu kanonického práva z roku 1983. Dva z nich se týkají svátosti kněžství, další tři se vztahují k svátosti manželství.

## Svátost kněžství
Předchozí znění kánonu 1008 Kodexu kanonického práva bylo: „Svátostí [kněžského] svěcení se z Božího ustanovení někteří věřící, označeni nezrušitelným znamením, stávají posvátnými služebníky, kteří jsou zasvěceni a určeni, aby, každý podle svého stupně, v osobě Krista – Hlavy vykonávali úřad učit, posvěcovat a vést, a tak pásli boží lid.“
Zdá se, že tato formulace přičítá i jáhnům, stejně jako presbyteriátu (biskupům a kněžím), funkci konat v osobě Krista – hlavy církve (latinsky in persona Christi Capitis). Taková nejednoznačnost se v Kodexu kánonů východních církví nevyskytuje.
Závěrečná slova kánonu 1008 byla zrevidována, aby je bylo možné číst generičtěji: „...aby, každý podle svého stupně, novým a specifickým způsobem sloužili Božímu lidu.“
Motu proprio upřesnilo různé formy služby Božímu lidu vykonávané jáhny a kněžími přidáním třetího paragrafu do následujícího kánonu 1009 §3.: „Ti, kdo byli svěcením ustanoveni do episkopátu nebo presbyterátu obdrží úřad a schopnost jednat v osobě Krista hlavy, zatímco jáhni dostávají schopnost sloužit Božímu lidu diakonií liturgie, slova a lásky.“

## Kánony spojené s manželstvím
Změna v ostatních třech kánonech spočívala v odstranění klauzule: „a neodpadla od ní formálním úkonem“ (nec actu formali ab ea defecerit) z následujících kánonů:
- 1086 §1.: „Neplatné je manželství mezi dvěma osobami, z nichž jedna je pokřtěna v katolické církvi nebo do ní přijatá a neodpadla od ní formálním úkonem, a druhá osoba je nepokřtěná.“[5]
- 1117: „Výše stanovenou formu je nutno zachovat, jestliže alespoň jedna ze stran uzavírajících manželství je pokřtěna v katolické církvi nebo byla do ní přijata a neodpadla od ní formálním úkonem, při zachování kán. 1127, §2.“[6]
- 1124: „Bez výslovného dovolení příslušného představeného je zakázáno manželství mezi dvěma pokřtěnými osobami, z nichž jedna je pokřtěna v katolické církvi nebo je do ní po křtu přijata a formálním úkonem od ní neodpadla, a druhá osoba patří do jiné církve nebo církevní společnosti, která není v plném společenství s katolickou církví.“[7]

Co se míní výrazem „odpadnout od ní (katolické církve) formálním aktem“ (a to nejen de facto) bylo upřesněno Papežskou radou pro výklad legislativních textů 13. března 2006. Blíže význam vysvětluje: Actus formalis defectionis ab Ecclesia catholica.
Od doby, kdy v roce 1983 vešel v platnost Kodex kanonického práva až do doby, kdy vstoupilo v platnost motum proprio Omnium in mentem, manželství uzavřené v rozporu s některým z těchto kánonů katolíkem, který udělal formální akt odpadu od církve, bylo v očích církve považováno za platné, nezávisle na tom, zda se daná osoba později s církví smířila, nebo ne, protože kánony výslovně vyňaly takové osoby ze svých ustanovení. Motum proprio odstranilo výjimku, že civilní sňatek uzavřený po formálním odpadu od církve, byl uznáván jako platný. Od jeho účinnosti je takový civilní sňatek neplatný, takže pokud se taková osoba s církví později smíří, může si vzít v církvi někoho jiného 